# Azpeytia
Azpeytia là một chi ruồi trong họ Syrphidae.